# Dolmen de Kériaval
Le dolmen de Kériaval (ou Mané-Keriaval) est un dolmen situé à Carnac, dans le Morbihan en France.

## Localisation
Le dolmen se situe dans un secteur particulièrement riche en mégalithes : dolmen de Mané-Kerioned à environ 200 m à l'ouest, dolmen de Kluder-Yer à environ 410 m au nord, alignement de Crucuny à environ 400 m au nord-est, menhirs de Kériaval à environ 130 m à l'est.

## Historique
Le dolmen a été exploré par W. C. Lukis en 1854 et fouillé pour le compte de la Société polymathique du Morbihan en 1866, puis exploré à nouveau par Louis Cappé en 1876. Acquis par l'État et restauré par Félix Gaillard en 1882, le dolmen est classé au titre des monuments historiques sur la liste de 1889,.

## Description
Le dolmen est composé de vingt-deux orthostates et trois tables de couverture sont encore en place. Il ouvre à l'est. Le dolmen est du type dolmen à transept : le couloir central (9 m de long) dessert trois chambres latérales (deux côtés nord, une côté sud) et débouche sur une chambre terminale. Côté nord, les chambres latérales n'ont pas de cloison commune.

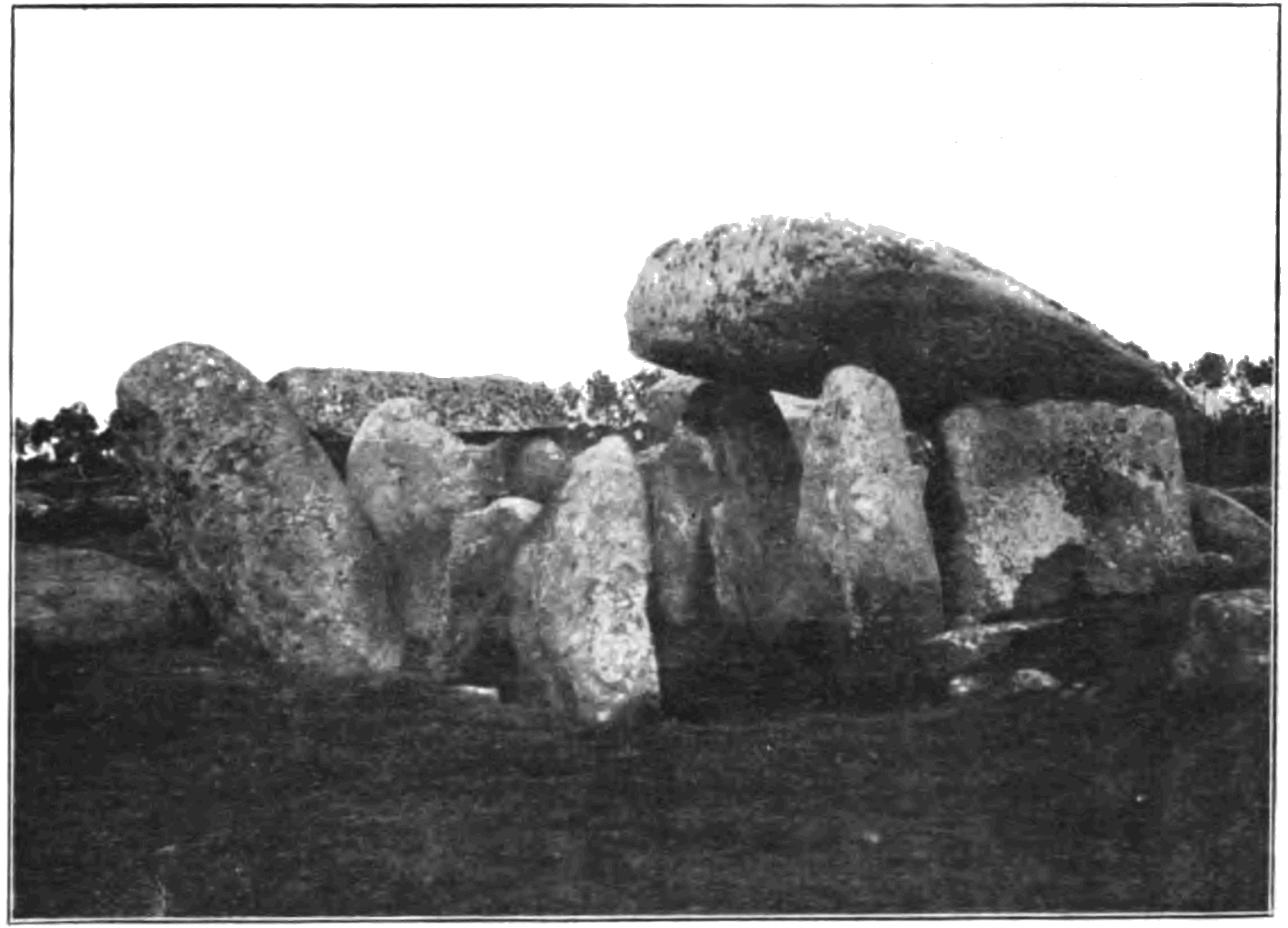
Le dolmen en 1909.
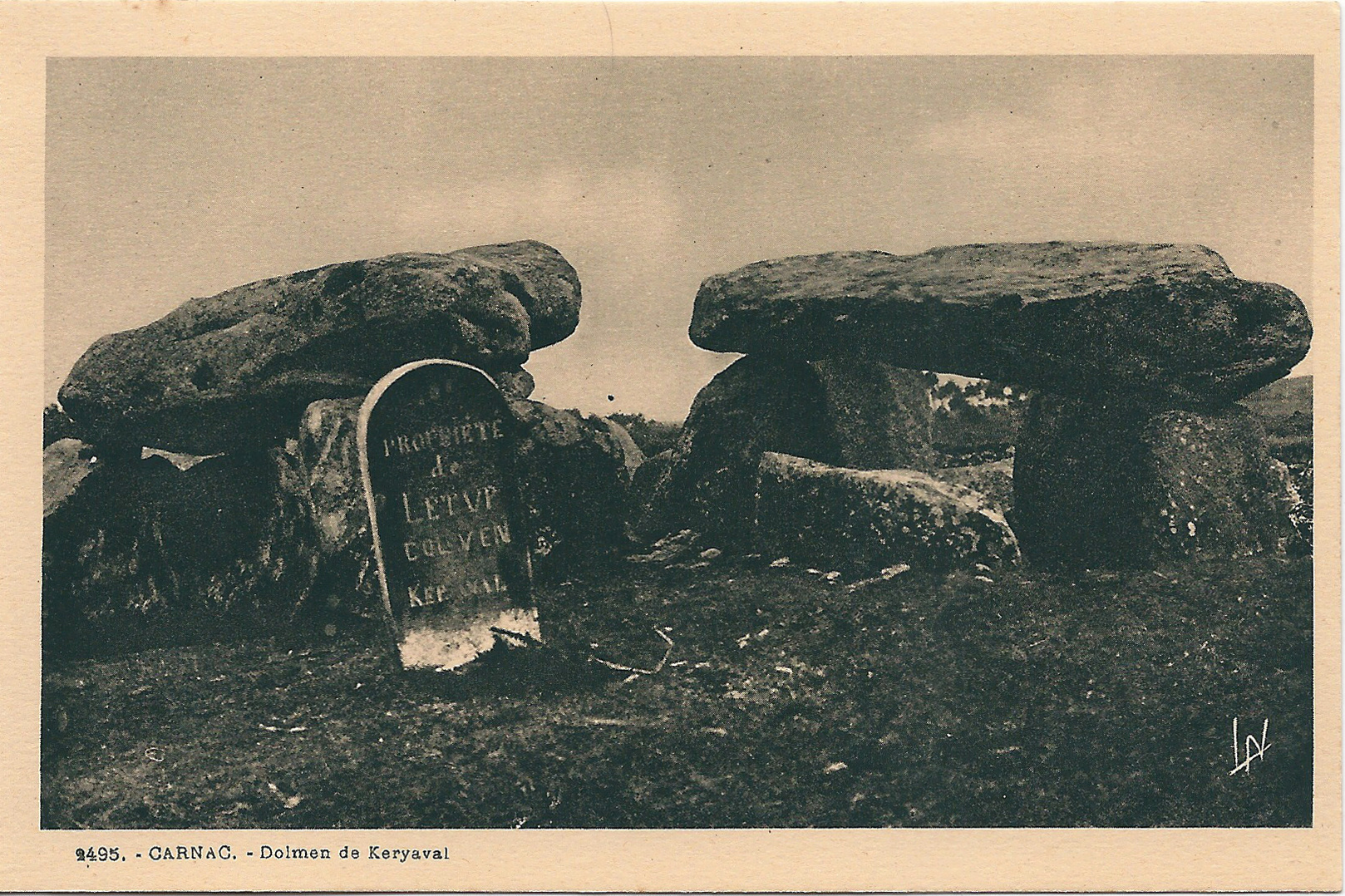
Le dolmen sur une carte postale de 1922.
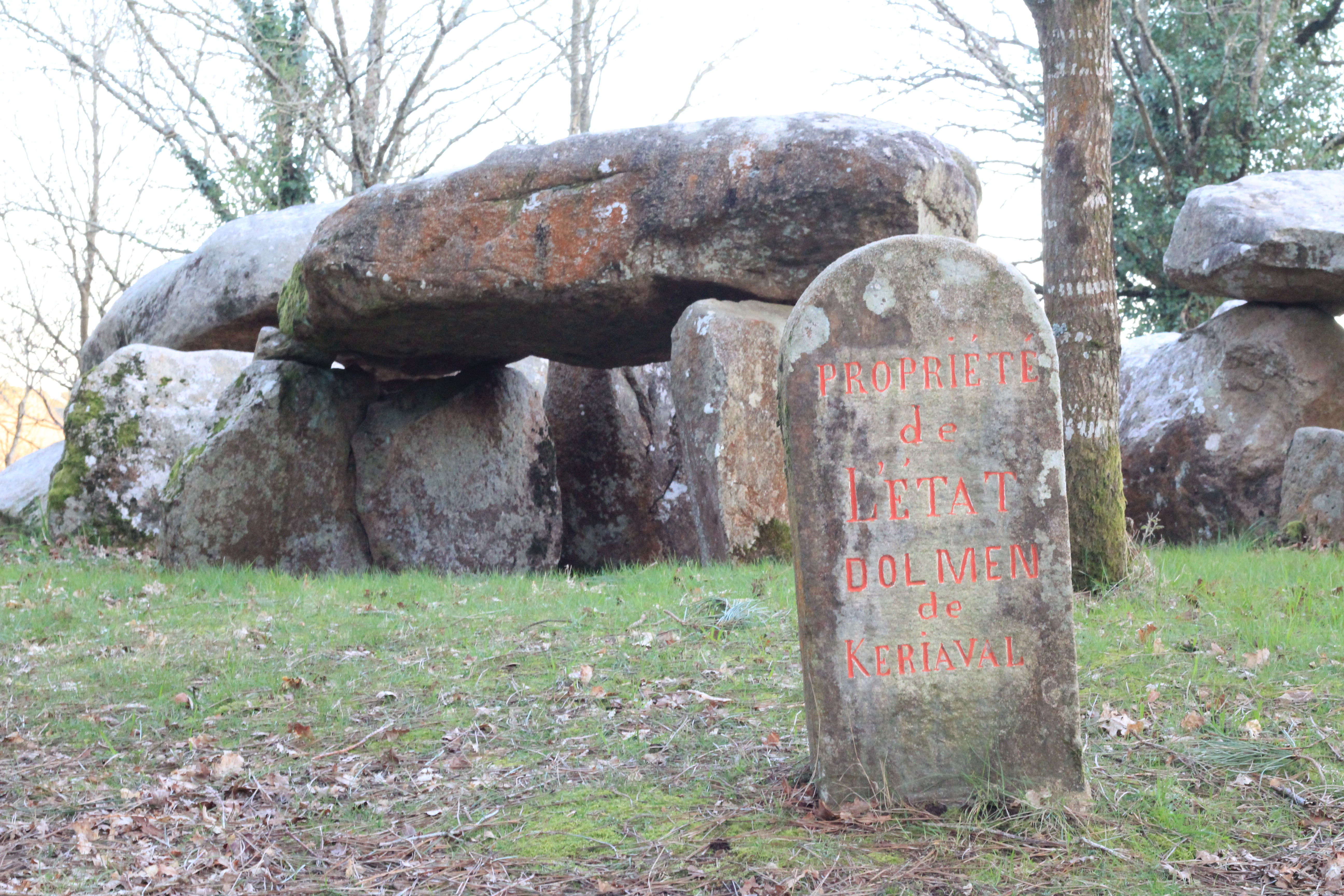
Borne « propriété de l'État ».

## Mobilier archéologique
En 1854, Lukis y recueillit des fragments de poterie et six fusaïoles en terre cuite. La fouille de 1866 livra une grande quantité de charbons et de fragments de poterie, deux gros grains percés en terre cuite, deux rondelles en callaïs, deux lames en silex et un fragment de quartz. Cappé y recueillit les fragments de deux vases apodes. Lors de la restauration, Gaillard y découvrit quelques grains d'un collier en callaïs.